# 1698
1698 (MDCXCVIII) fue un año común comenzado en miércoles según el calendario gregoriano.

## Acontecimientos
- 4 de enero: en virtud de la paz de Ryswick, las tropas del duque de Vendôme evacúan Barcelona.
- 20 de junio: Un terremoto de 7,9 sacude Ecuador dejando un saldo de 6.500 muertos.

## Nacimientos
- 21 de agosto: Giuseppe Guarneri, violero italiano (f. 1744).
- 23 de octubre: Ange-Jacques Gabriel, arquitecto francés (f. 1782).
- Colin Maclaurin, matemático escocés (f. 1746).

## Fallecimientos
- 24 de enero: William Holder, teórico musical, clérigo y filósofo natural inglés (n. 1616).
- 8 de septiembre: Franciszek Meninski (François Mesgnien), traductor y diplomático polaco de origen francés (n. 1623).
- 11 de noviembre: Matías Durango de los Arcos, maestro de capilla español (n. 1636).
- 16 de diciembre: Simone Pignoni, pintor italiano (n. 1611).